# Miguel Rojas (Fußballspieler, 1968)
Miguel Ángel Rojas Brizuela (* 28. Mai 1968 in Antofagasta) ist ein ehemaliger chilenischer Fußballspieler. Der Abwehrspieler bestritt ein Länderspiel und wurde auf Vereinsebene einmal chilenischer Meister.

## Karriere

### Verein
Miguel Rojas begann seine Profikarriere 1991 beim CD Cobreloa. In der Saison 1992 gewann er mit dem Verein aus der Wüstenstadt Calama die Meisterschaft. 1996 wechselte der Abwehrspieler zu Deportes Concepción. 1997 schloss er sich Deportes Antofagasta aus seiner Heimatstadt an, wo er 2002 seine Karriere beendete.

### Nationalmannschaft
Miguel Rojas bestritt im November 1994 sein einziges Länderspiel in der chilenischen Nationalmannschaft. Bei der 0:3-Niederlage im Freundschaftsspiel gegen Argentinien wurde er zur zweiten Spielhälfte für Pedro González eingewechselt.

## Erfolge
Cobreloa
- Chilenischer Meister: 1992